# フード (クルアーン)
『フード』とは、クルアーンにおける第11番目の章（スーラ）。123の節（アーヤ）から成る。
スーラの冒頭に神秘文字（Muqatta'at）が置かれている（計29スーラ）うちの一つ。
なお、預言者・フード（en）は、旧約聖書のエベルに対応するといわれている。